# 弼什哷图汗
诺尔布（？—1659年），喀尔喀蒙古札萨克图汗部的汗，素巴第的儿子。号弼什哷图汗（一译毕锡哷勒图汗）。
1650年，素巴第去世。诺尔布嗣位，遣使与清朝交聘。顺治帝上谕：“朕本欲许尔等和好，故命察归所掠以赎前罪。今尔等反以朕留尔逃人为词，是何心耶？朕统一四海，尔等弹丸小国，勿恃荒远，勿听奸词，致陨尔绪。”1655年，诺尔布和鄂木布额尔德尼各遣子朝觐顺治帝。1656年，再和同族车臣济农昆都伦陀音上表修好。1659年，顺治帝派遣大臣安抚。喀尔喀左右翼设八扎萨克，诺尔布、俄木布额尔德尼、车臣济农昆都伦陀音各领右翼扎萨克之一。1659年，诺尔布卒，子旺舒克袭，仍号扎萨克图汗。其弟衮布扎克冰图阿海自称浩塔拉汗，1662年，被额磷沁赛音珲台吉所杀。诺尔布子：旺舒克、成衮。